# Drumce, Kărdjali
Drumce (în bulgară Друмче) este un sat în comuna Momcilgrad, regiunea Kărdjali,  Bulgaria. 

## Demografie
Componența etnică a satului Drumce
     Nicio identificare (100%)
     Altele (0%)
La recensământul din 2011, populația satului Drumce era de 24 locuitori. . Pentru 100,0% din locuitori nu este cunoscută apartenența etnică.